# هيكتور هاتش
هيكتور هاتش (بالإنجليزية: Hector Hatch)‏ (6 فبراير 1936 – 14 أبريل 2016) هو ملاكم فيجي راحل، مثّل بلاده في الألعاب الأولمبية الصيفية 1956.

## روابط خارجية
هيكتور هاتش على موقع أوليمبيديا (الإنجليزية)